# Furia vomitoriae
Furia vomitoriae är en svampart som först beskrevs av Rozsypal, och fick sitt nu gällande namn av Humber 1989. Furia vomitoriae ingår i släktet Furia och familjen Entomophthoraceae.   Inga underarter finns listade i Catalogue of Life.